# M/S Peter Pan
Le M/S Peter Pan (IMO 9217242) est un car-ferry appartenant à la société allemande TT-Line. Il a été construit en 2001 au chantier naval SSW Fähr- und Spezialschiffbau GmbH à Bremerhaven, en Allemagne. Son port en lourd à bord est de 6 885 tonnes. Le Peter Pan est immatriculé sous pavillon suédois et son port d'attache est Trelleborg. Aujourd’hui, le navire opère sur la route Trelleborg-Travemünde.
Le navire jumeau du Peter Pan est le M/S Nils Holgersson.

## Historique
Le navire a été lancé le 3 mars 2001. Le 26 octobre 2001, le navire a été remis à TT-Line, qui l’a immatriculé sous pavillon des Bahamas. Son port d’attache est devenu Nassau. Le transfert devait avoir lieu dès le mois d’août, mais a été retardé par des problèmes de machines. Le 3 novembre, Evelyn Jenckel baptise le navire à Trelleborg, après quoi le navire navigue entre Trelleborg en Suède et Travemünde en Allemagne. Le 10 novembre 2001, alors que le navire se trouvait dans le chenal menant loin de Trelleborg, la machinerie du navire est tombée en panne et le Peter Pan est entré en collision avec le poste d’amarrage, causant des dommages mineurs. Le temps était mauvais. Le 10 décembre, le navire s’est rendu au chantier naval Flender Werft à Lübeck pour y être réparé. Le 14 décembre, le navire a été immatriculé sous pavillon suédois. Trelleborg est devenu son port d’attache. Le lendemain, le navire quitte le chantier naval et reprend du service. Le 29 janvier, l’hélice pivotante Azipod droite du Peter Pan a été endommagée. Il a été réparé au chantier naval Blohm + Voss à Hambourg. Le navire a repris du service le 15 février. Le 13 mai, l’hélice pivotante gauche Azipod a été endommagée et elle a également été réparée au chantier naval Blohm + Voss à Hambourg. Le Peter Pan est revenu en service le 21 mai.
Le 28 février 2006, le navire s’est rendu au chantier naval d’Aker Yards à Helsinki, où les machines du navire ont subi une rénovation. Le 23 mars, le navire a repris du service. Du 9 au 21 avril, le navire se trouvait au chantier naval Öresundsvarvet à Landskrona, en Suède, où les hélices pivotantes Azipod du Peter Pan ont été remplacées. Le navire a repris du service le 23 avril.